# Chrysler Building
Vous lisez un « bon article » labellisé en 2009.
Le Chrysler Building (en français la « tour Chrysler ») est un gratte-ciel de la ville de New York, aux États-Unis. Il se dresse à l'intersection de l'avenue Lexington et de la 42e rue, dans le quartier Midtown au sud de l'arrondissement de Manhattan. Grâce à sa flèche monumentale, il atteint la hauteur de 319 m (1 047 pi), détrônant en 1930 la tour Eiffel et ses 300 m, pour être, à son tour, dépassé par l'Empire State Building en 1931.
La construction du Chrysler Building, supervisée par l'architecte américain William Van Alen, s'est étalée entre 1928 et 1930, l'inauguration ayant eu lieu le 27 mai 1930. Il a été déclaré National Historic Landmark (NHL) le 8 décembre 1976. Le Chrysler Building a été rénové en 1978, avec la construction d'un hall, composé essentiellement de marbre, d'acier et de granite, semblable à celui de l'Empire State Building. En outre, la flèche a été rénovée en 1995, car l'acier inoxydable avait perdu de son éclat avec le temps. Le bâtiment appartient aujourd'hui en parts égales à RFR Holding LLC et Signa Holding.

## Histoire

### Conception
En 1927, le promoteur immobilier William H. Reynolds fait appel à l'architecte William Van Alen pour construire, à l'emplacement du précédent Chrysler Building, un gratte-ciel de quarante étages qui se serait appelé le Reynolds Building. Il devait être haut de 246 mètres (808 pieds) et avoir un dôme de verre à son sommet.
En 1928, Walter Chrysler, le président de Chrysler, reprend le projet et suggère plusieurs modifications à Van Alen. Il insiste ensuite pendant la construction pour que le bâtiment soit le plus haut du monde.

### Construction
La première pierre fut posée le 19 septembre 1928, à une époque où la course au plus haut gratte-ciel du monde était en cours à New York. Le Chrysler Building fut ainsi construit à une vitesse moyenne de quatre étages par semaine, et aucun travailleur ne perdit la vie pendant la construction, contrairement à ce qui se produisait souvent lorsque les ouvriers devaient travailler sans protections à plusieurs dizaines voire centaines de mètres au-dessus du vide. Juste avant l'achèvement de la construction, le Chrysler Building se trouvait à l'égalité avec l'immeuble de H. Craig Severance (ancien partenaire de Van Allen), le 40 Wall Street, haut de 282,5 m (927 pi). Severance fit alors ajouter deux étages à son immeuble, pour revendiquer publiquement la construction du plus haut bâtiment du monde (structures comme la tour Eiffel exceptées), car le Chrysler Building ne dépassait pas les 282 mètres.
Mais Van Alen avait obtenu de Walter Chrysler, désireux de posséder le plus haut bâtiment au monde, la permission de construire une flèche de 58,4 mètres qui avait été assemblée à l'intérieur même du bâtiment. La flèche de 27 tonnes, composée d'acier inoxydable « Nirosta », fut hissée au sommet du gratte-ciel le 23 octobre 1929 (la veille du jeudi noir), en 90 minutes, faisant du Chrysler Building non seulement le plus haut bâtiment au monde, mais aussi la plus haute structure jamais construite, devant la tour Eiffel,. Cette opération fut réalisée dans le secret le plus complet, le New York Times ayant annoncé la fin de la construction de la structure du bâtiment quelques jours auparavant.

### Fin des travaux
L'inauguration du bâtiment se déroula le 27 mai 1930,. Van Alen et Walter Chrysler profitèrent peu de temps du titre de plus haut bâtiment au monde, car moins d'un an plus tard, le Chrysler Building fut dépassé par l'Empire State Building et ses 381 mètres.
Walter Chrysler refusa de payer à Van Alen les 6 % du coût total de l'immeuble que ce dernier demandait, l'accusant d'avoir obtenu des pots-de-vin de sous-traitants. Van Alen plaça alors un droit de rétention (Mechanic's lien (en)) sur le bâtiment afin de recevoir le solde de ses honoraires. Il gagna le procès et fut payé. Le coût total de la construction de l'immeuble s'est élevé à 15 millions de dollars.

### Propriété

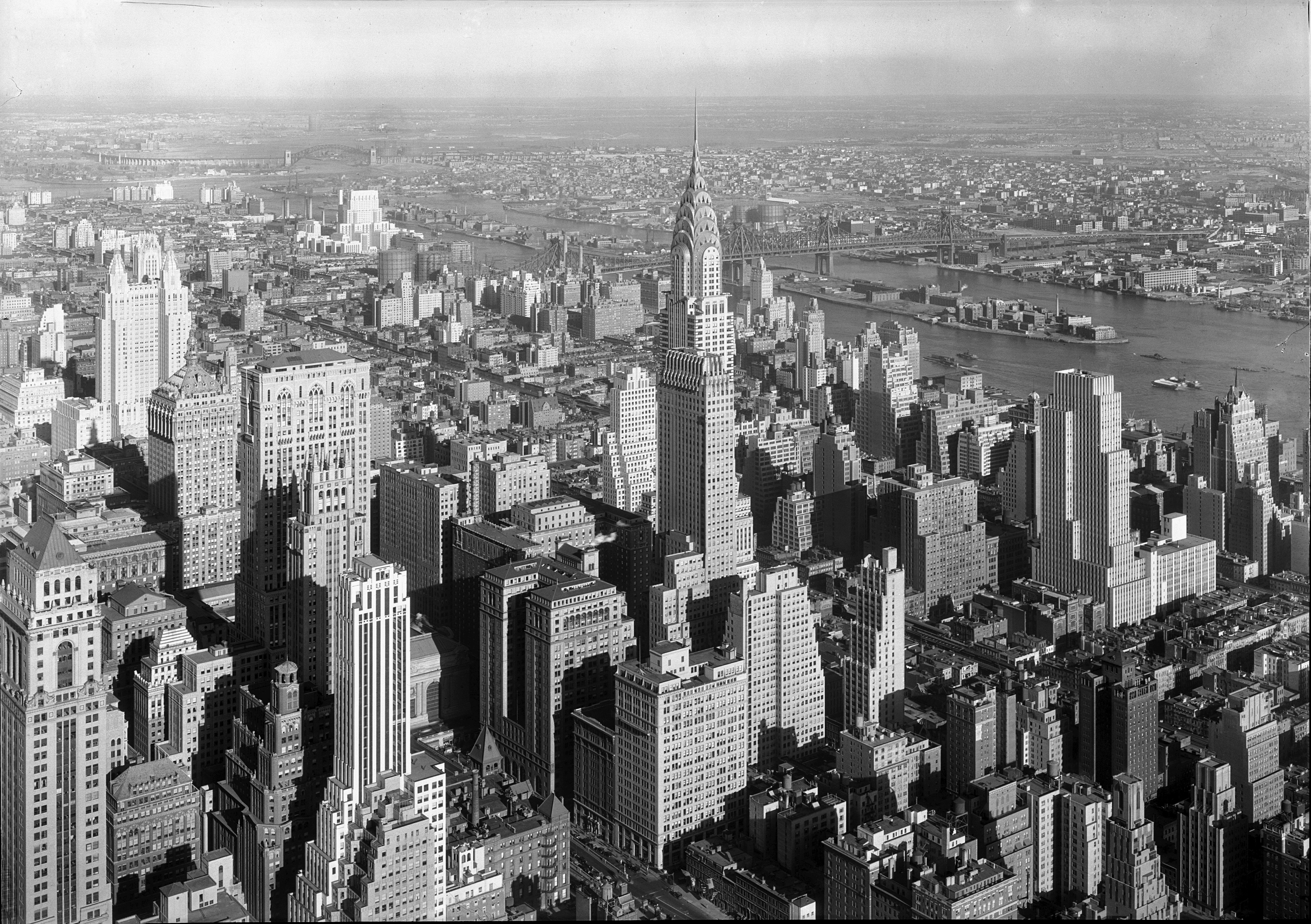
Le Chrysler Building en 1932.

C'est Walter Chrysler lui-même qui a payé pour la construction du gratte-ciel, et en était donc propriétaire. La famille Chrysler a vendu l’édifice en 1953 à William Zeckendorf,. En 1957 les magnats de l’immobilier Sol Goldman et Alex DiLorenzo en firent l'acquisition.
À la suite d'un second défaut de paiement de la part des propriétaires, et à la mort de DiLorenzo en 1975, la propriété du bâtiment revient en 1978 à la Massachusetts Mutual Life Insurance Company, qui le modernise. Elle le revend l'année suivante à Jack Kent Cooke, un investisseur de Washington DC.
En 1998, Tishman Speyer Properties et Travelers Insurance Group achetèrent le Chrysler Building ainsi que l’immeuble adjacent, le Kent building. Tishman Speyer Properties a négocié un bail (pour le terrain) de 150 ans. En 2001, 75 % du bâtiment fut vendu pour 700 millions de dollars au fonds d'investissement TMW. En 2008, Abu Dhabi Investment Council racheta la part de TMW. En 2019, ses propriétaires, le fonds souverain d'Abu Dhabi (Émirats arabes unis) Mubadala et le promoteur Tishman Speyer, mettent en vente le Chrysler Building. Au cours de l'année, il est acheté par deux sociétés immobilières, RFR Holding LLC et Signa Holding GmbH, à hauteur de 50% des parts chacune. Le montant de la transaction, proche de 150 millions de dollars, est largement inférieur à la somme dépensée précédemment par Abu Dhabi Investment pour son acquisition,.[réf. obsolète]

## Divers

### Terrain

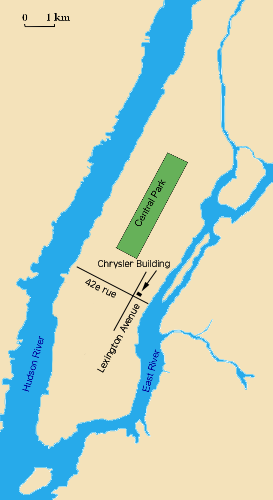
Situation du Chrysler building dans Manhattan

Le terrain sur lequel se dresse Chrysler Building se situe à l'angle de la Lexington Avenue et de la 42e rue, dans le quartier de Midtown, à New York.
Il fut donné en 1902 à l'Union Cooper pour le développement de la science et de l'art, un établissement d'enseignement supérieur. En 1921, William H. Reynolds signe un contrat de location de longue durée pour ce terrain, en vue d'y construire un gratte-ciel. En 1928, Walter P. Chrysler rachète le bail du terrain et le projet de gratte-ciel y afférent.
En 2017 la valeur du terrain est estimée à 679 millions de dollars. Le foncier est détenu par l'université privée Cooper Union. Le loyer pour occuper le terrain négocié par Tishman Speyer en 1997 est de 7,8 millions de dollars par an en 2017 et passe à 32,5 millions de dollars par an de 2019 à 2027 pour ce bail de longue durée qui court jusqu'en 2147.

### Occupants actuels
La Chrysler Corporation a quitté le bâtiment dans les années 1950.
Des magasins sont installés aux premiers niveaux, On peut citer Aldo Shoes (magasin de chaussures et accessoires), Duane Reade (en) (pharmacie) et Chase Manhattan Bank (banque), qui ont pignon sur rue.

### Visite du Chrysler Building

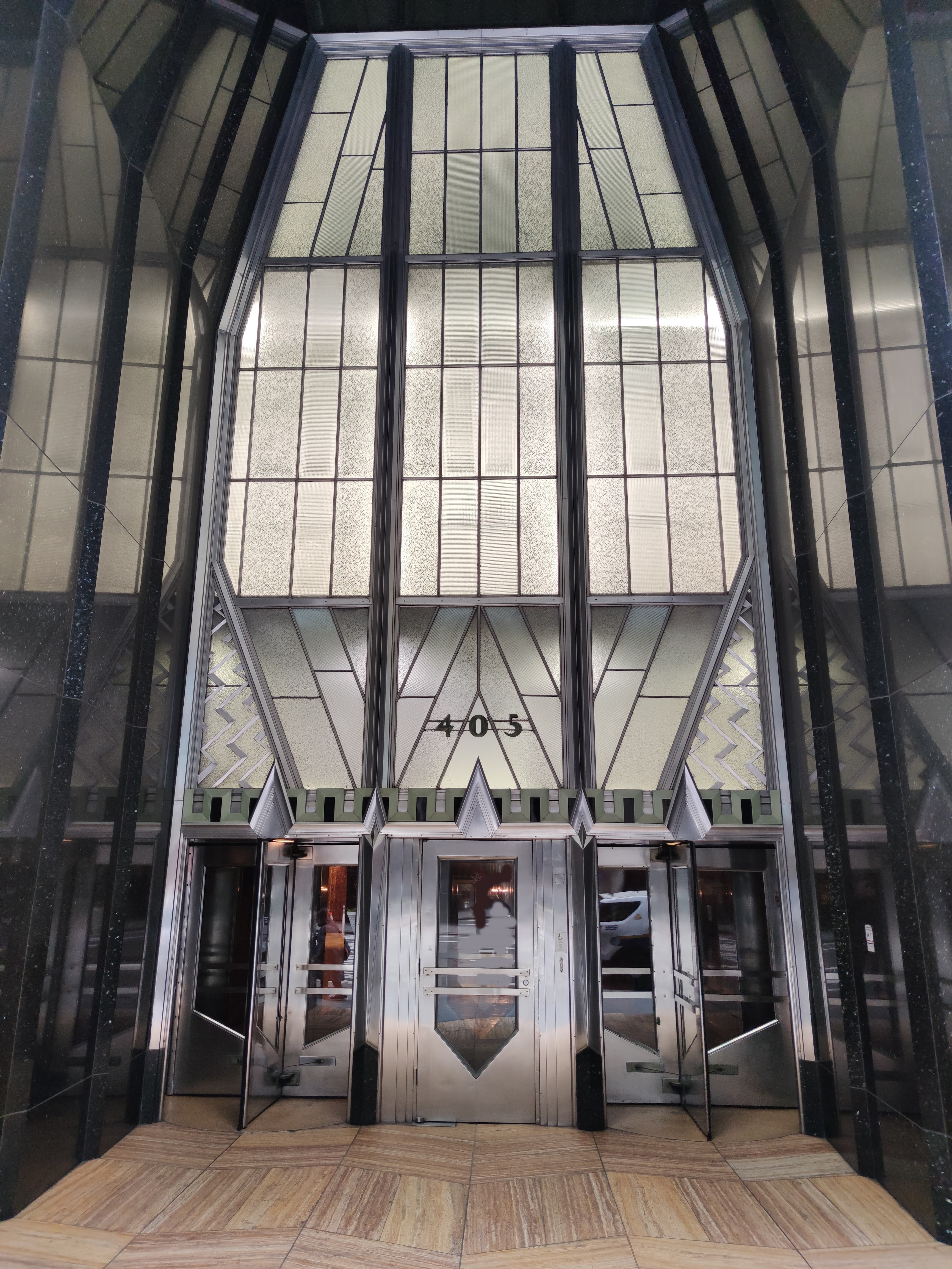
Entrée du 405 Lexington Avenue.

L'édifice ne se visite pas mais on peut se rendre dans l'immeuble, sauf le week-end, pour observer le hall d'entrée et les ascenseurs.

## Architecture

### Matériaux
L'armature du bâtiment a nécessité 20 961 tonnes d'acier, ainsi que 3 826 000 briques. 391 831 rivets ont été utilisés dans la construction du Chrysler Building.
La flèche est plaquée de métal argenté, un acier inoxydable développé en Allemagne par Krupp AG et commercialisé sous le nom de « Nirosta » (un acronyme pour nichtrostender Stahl),.
À l'intérieur, le hall d'entrée est fait de différents marbres (marbre marocain pour les murs et marbre jaune de Sienne pour le sol).

### Décorations, aménagements et éclairage

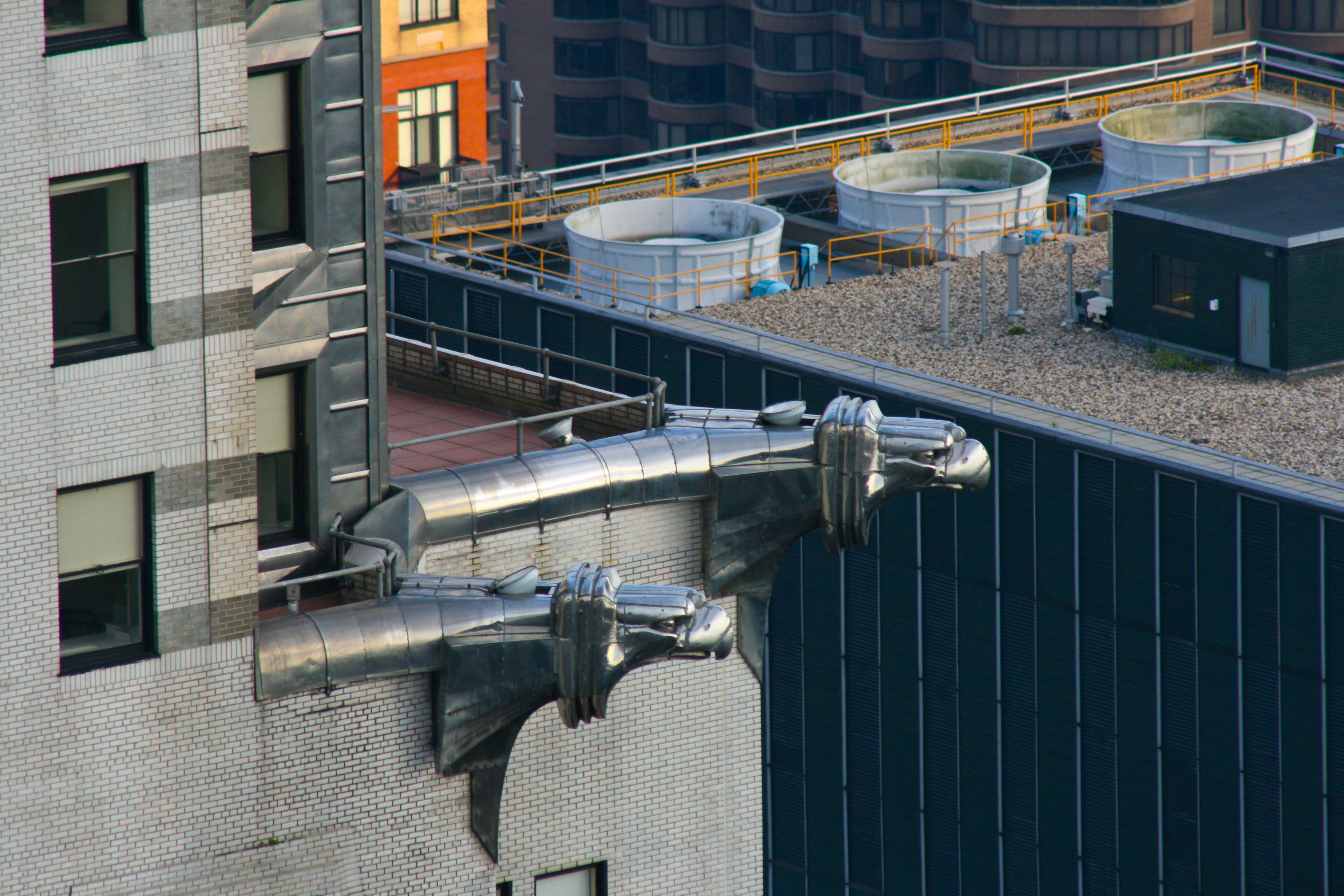
Détails des aigles en acier

Le Chrysler Building est construit dans un style architectural Art déco. Les coins extérieurs du 61e étage sont décorés par huit aigles, ceux du 31e étage par deux ailes rappelant les bouchons de radiateur des voitures Chrysler de l'époque,, et ceux du 24e par des ananas. L'ensemble de ces décorations d'angles sont en acier inoxydable.
L'intérieur de l'édifice est également décoré : le 25e étage est ainsi pourvu d'une frise nommée Transport and Human Endeavor, qui représente des constructions, des avions et les chaînes d'assemblage d'automobiles Chrysler.
Le hall d'entrée, bien que ne faisant pas l'unanimité parmi les critiques, a conquis le public par ses décorations qui mêlent granite, acier, marbre marocain et le marbre jaune. Lorsque l'édifice appartenait à la Chrysler Corporation, le rez-de-chaussée abritait un showroom de véhicules de la marque.
La décoration des ascenseurs utilise des bois précieux.
L'éclairage extérieur de la flèche est assuré par un ensemble de lampes en forme de « V », directement insérées dans l'acier inoxydable qui la compose. Par la suite, une série de projecteurs fut ajoutée grâce à des mâts métalliques permettant d'orienter directement la lumière des projecteurs sur le bâtiment. Ce système d'éclairage permet d'illuminer le gratte-ciel de différentes façons, avec différentes couleurs, selon les événements du calendrier, à l'instar de l'Empire State Building. Ce système d'éclairage a été mis en place par Charles Londner et son équipe.

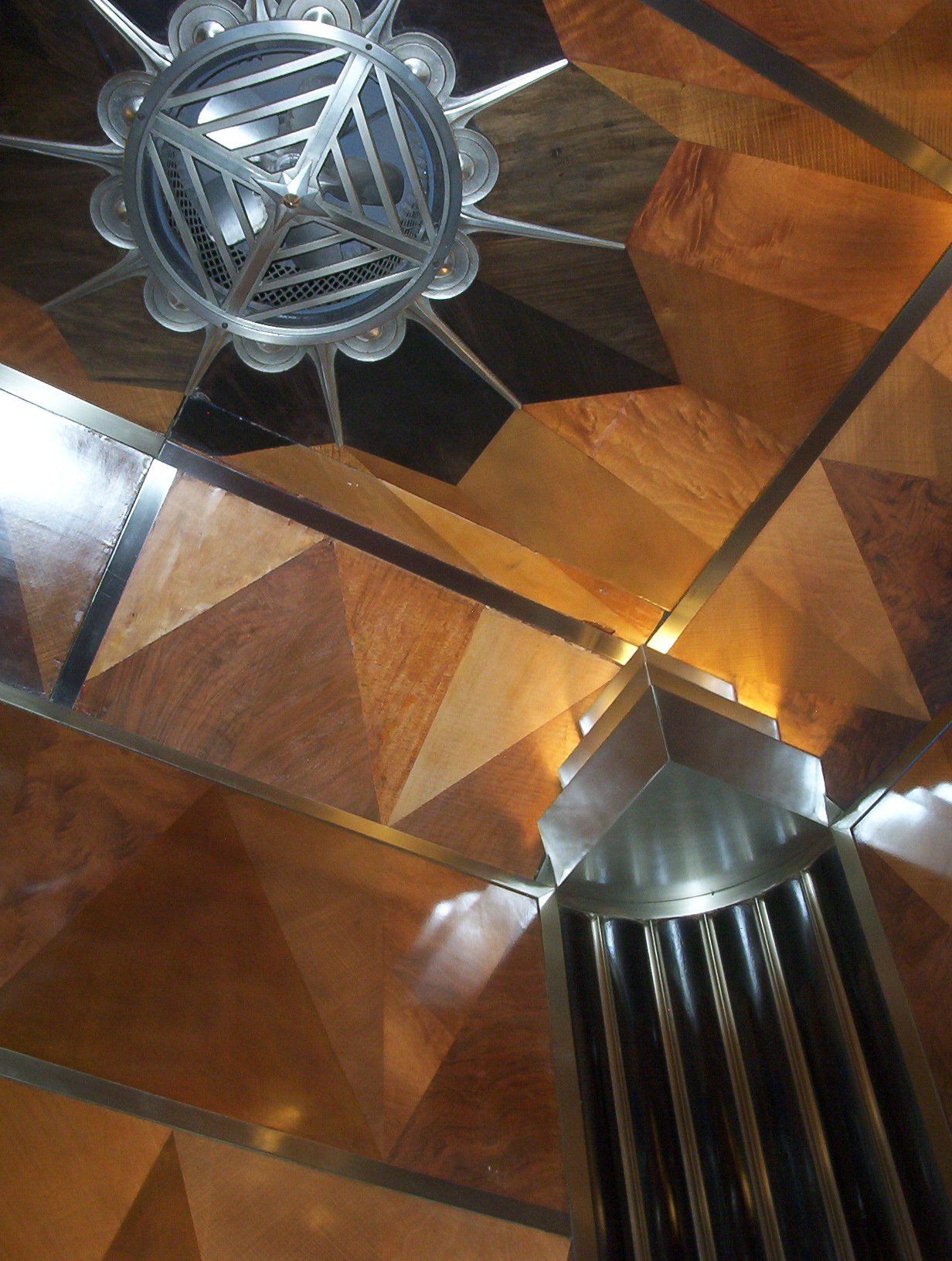
L'ascenseur.
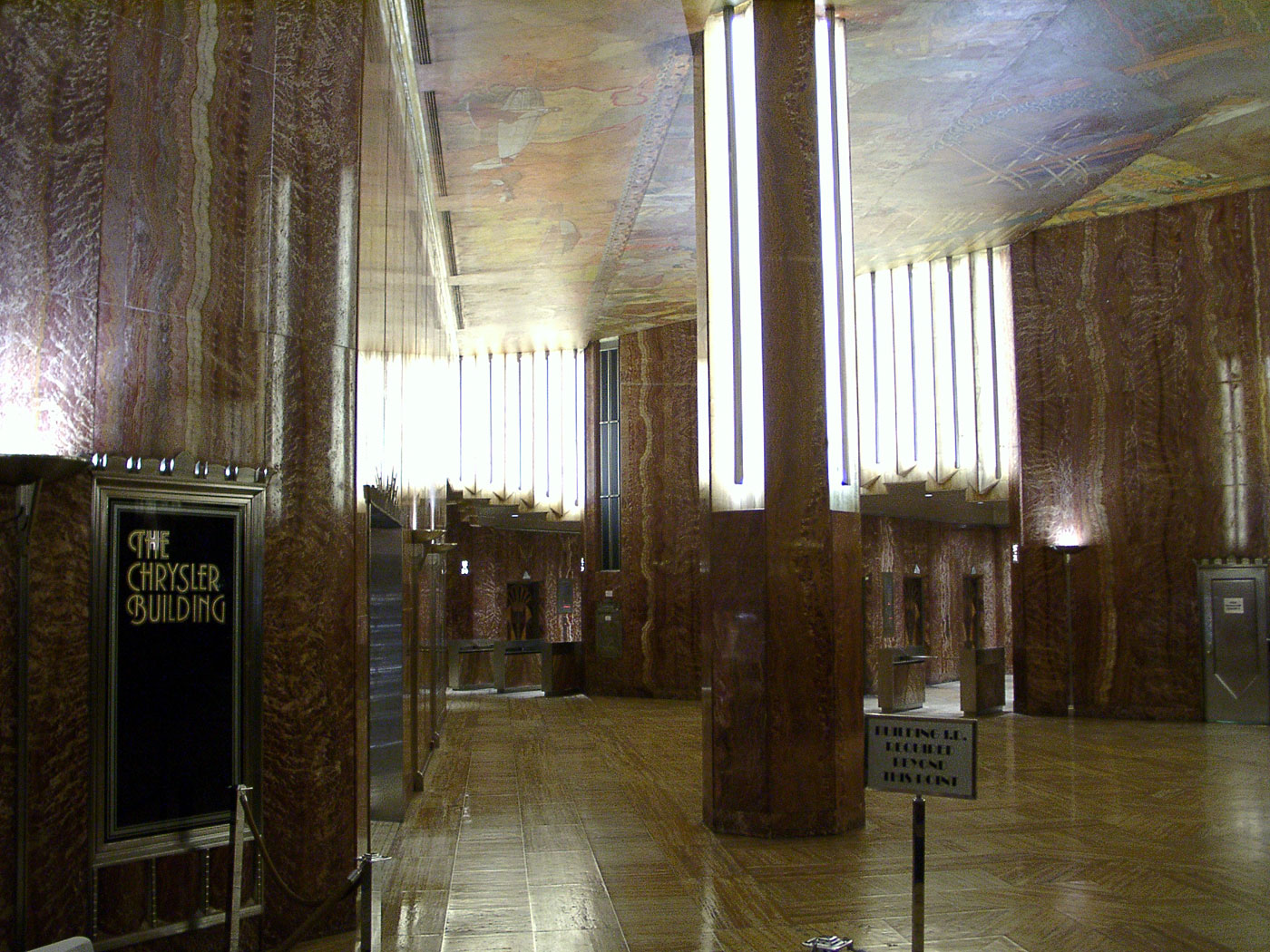
Le hall.
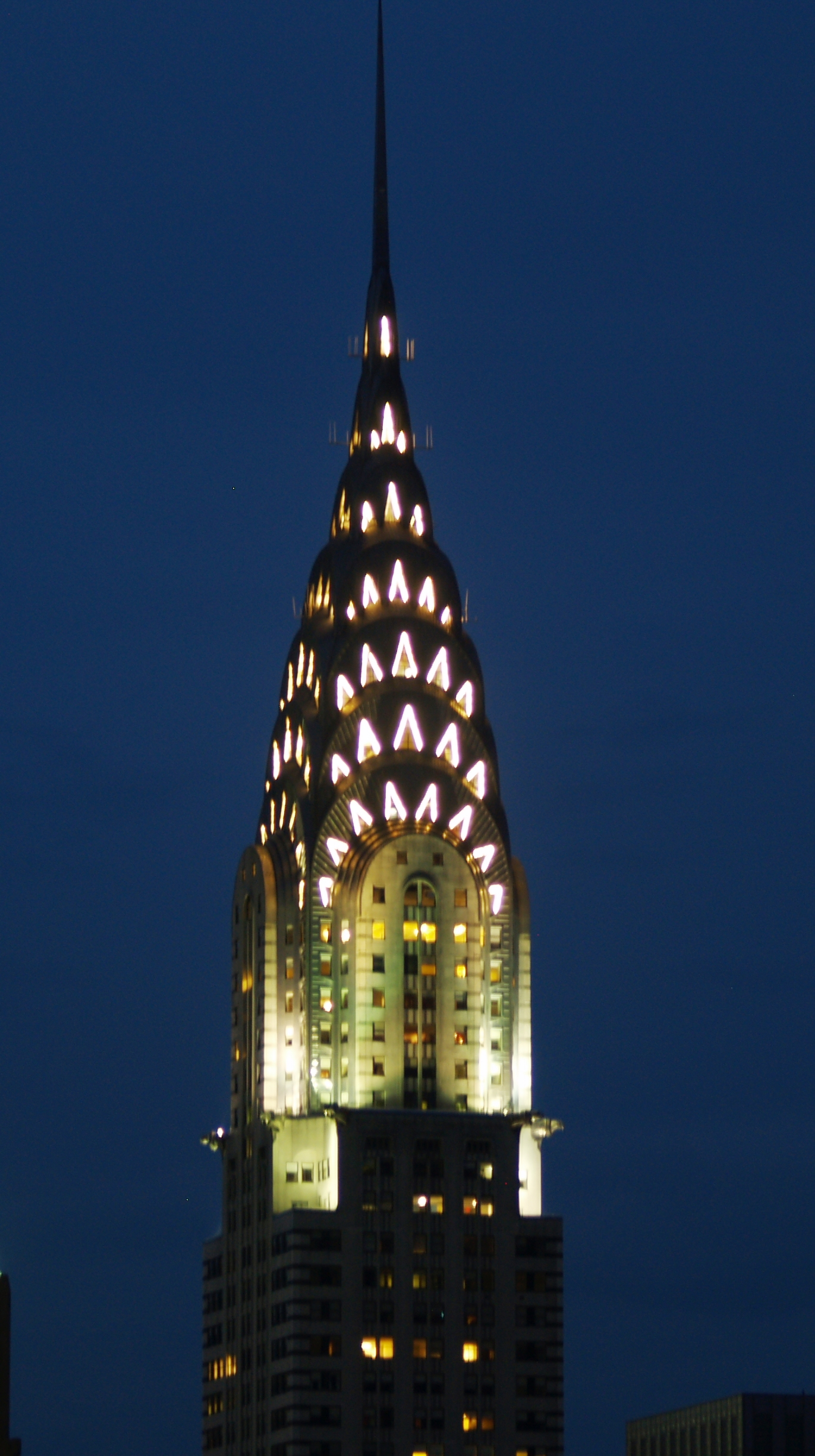
La flèche.

### Étages supérieurs

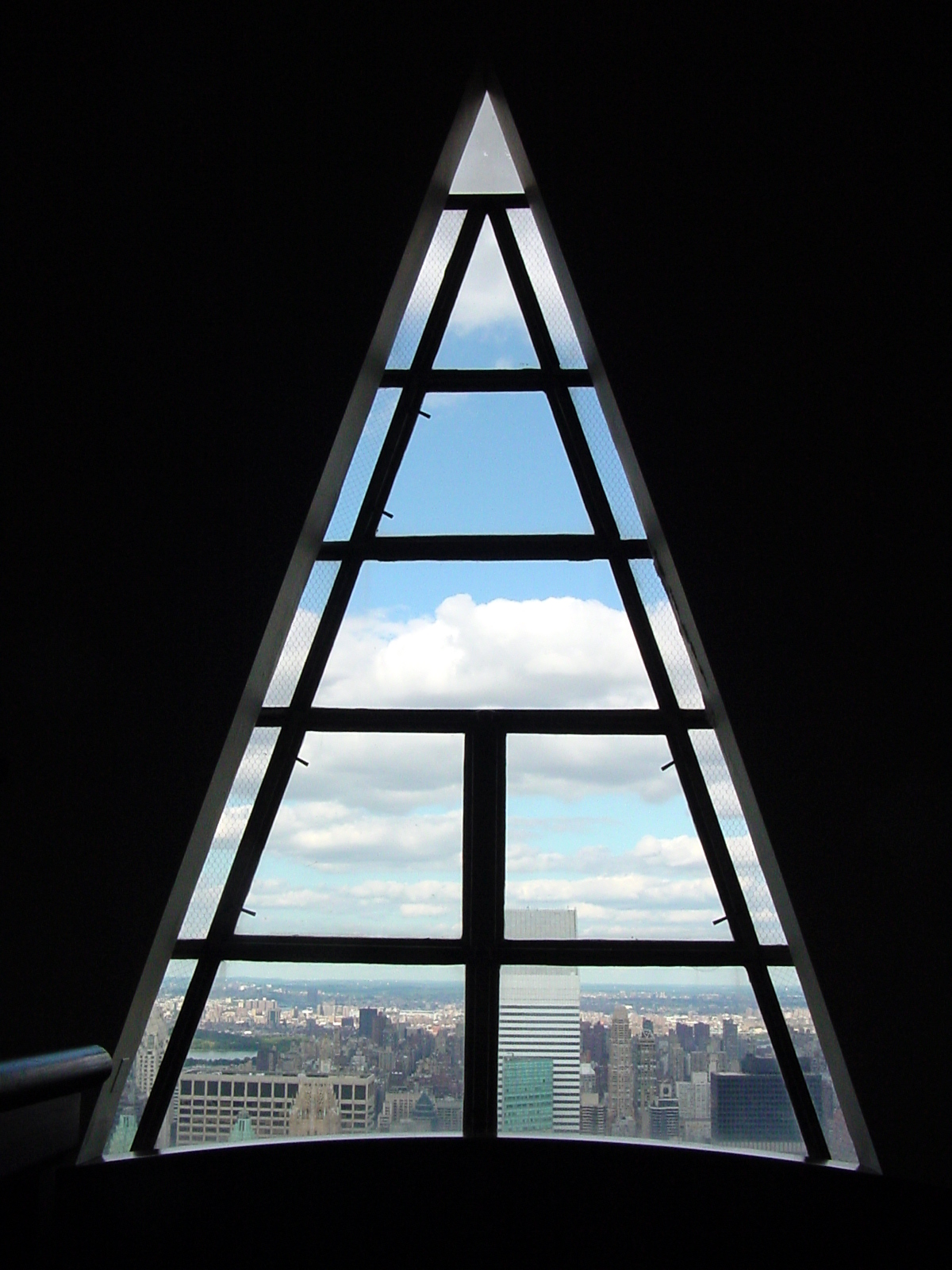
Vue de l'une des fenêtres triangulaires de la face nord.

Les étages 66 à 68 étaient occupés de 1930 à 1979 par le Cloud Club, un restaurant privé,. Ils sont ensuite restés inoccupés pendant plusieurs années.
Le 71e étage a une surface d'environ 362 m2. En 1930, il était pourvu d'une plate-forme d’observation, qui a ensuite été fermée en 1945. En 1986, le 71e étage était occupé par un bureau d'architectes : « Morse & Harvey ».
Au-dessus du 71e étage, les étages sont conçus avant tout pour améliorer l'apparence du gratte-ciel. Les « étages » qui sont numérotés 72 et 73 sont de simples paliers de l'escalier qui relie les étages 71 à 76. Entre les étages numérotés 73 et 74 se trouvait en 1986 un réservoir d'eau contenant environ 56 m3 d'eau, dont une partie était réservée en cas d'incendie. À ce même endroit se trouvent des moteurs d'ascenseurs.
À l'étage numéroté 74 se trouvait en 1986 du matériel de radiodiffusion abandonné. À sa création dans les années 1940, la chaîne de télévision WCBS-TV (Channel 2) transmettait depuis cet endroit avant de déménager à l'Empire State Building. WPAT-FM et WTFM (aujourd'hui WKTU) ont aussi utilisé le Chrysler Building comme site de transmission avant de le quitter pour rejoindre eux aussi l'Empire State Building.
À partir de l'étage numéroté 75, les fenêtres ne sont plus que des ouvertures sans vitre, impliquant une température beaucoup plus faible qu'en dessous, d'autant plus qu'avec l'altitude, la température extérieure est plus faible qu'au sol. Des radiateurs sont disposés dans la zone des étages sans vitres pour éviter que de la glace ne s'y forme puis chute en bas du bâtiment. L'étage 76 est l'étage le plus haut pouvant générer un loyer, et le dernier atteignable avec un escalier, des échelles permettant de grimper jusqu'au sommet. En 1986, du matériel de radiodiffusion en fonctionnement s'y trouvait. Des étages numérotés jusqu'à 84 se succèdent avant d'arriver à l'échelle finale, qui permet d'accéder au sommet de la flèche, où se situe un paratonnerre.

### Flèche

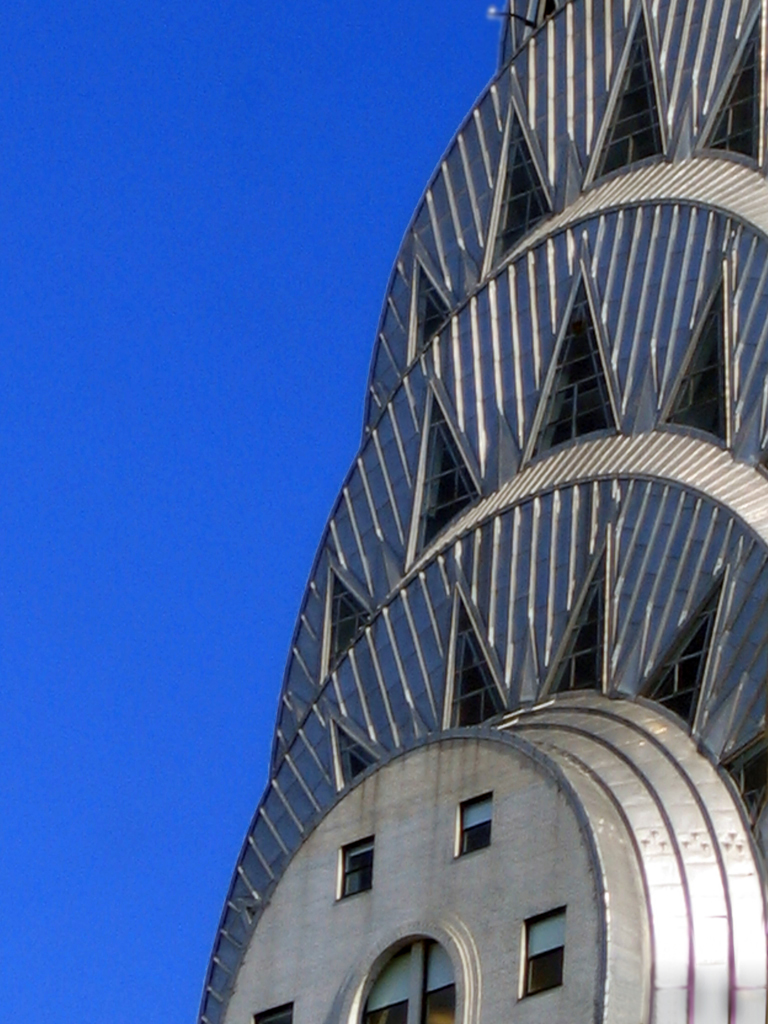
Détail des arches de la flèche

La flèche en gradins, de type voûte d'arêtes, est composée de sept arches. Le bardage est nervuré et riveté. Un motif de soleil rayonnant avec de multiples fenêtres de forme triangulaire borde chaque arche. La flèche est plaquée d'un métal argenté appelé « Nirosta ».
La flèche présentait des fuites, qui n'ont été réparées définitivement qu'en 2002.

### Divers
Les fondations du Chrysler Building s'enfoncent à 21 mètres de profondeur.
Le Chrysler Building est majoritairement composé de bureaux. Il compte 3 862 fenêtres réparties sur 77 étages,. Quatre groupes de huit ascenseurs vendus par Otis Elevator permettent d'atteindre le 71e étage. À l'inauguration du bâtiment, c'étaient les ascenseurs parcourant la plus grande distance au monde. Ils atteignaient à l'origine une vitesse d'environ 6 m/s, mais elle fut ensuite diminuée car jugée dangereuse par des représentants de la ville.
Un système de régulation de la température vendu par Carrier Engineering est présent dans le bâtiment. C'est historiquement un des premiers au monde.

### Rénovation
En 1978-79, le hall fut remis à neuf et la façade rénovée.

## Symbole de New York

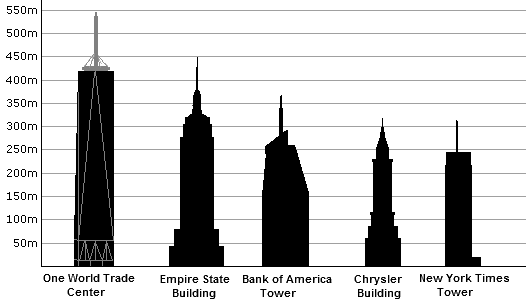
Comparaison des hauteurs de gratte-ciel à New York City

En 2005, lorsque le Skyscraper Museum a interrogé cent personnes dont le métier est lié à l'architecture pour leur demander de sélectionner leurs dix gratte-ciel favoris de New York parmi une liste de 25 noms, le Chrysler Building est celui qui a été cité le plus grand nombre de fois, devant le Seagram Building. Fin 2006, un sondage réalisé par Harris Interactive pour l'Institut Américain des Architectes auprès de 1 804 personnes place le Chrysler Building en neuvième position parmi 247 édifices américains. Le Chrysler Building, et plus particulièrement sa flèche, ont inspiré des architectes, notamment Helmut Jahn, qui a réalisé le One Liberty Place de Philadelphie.
Étant l'un des symboles de la ville de New York, le Chrysler Building fut beaucoup représenté dans la culture populaire. En 1998, dans le film Godzilla, l'édifice est victime d'un missile destiné à abattre la créature. La même année, dans le film Armageddon, la flèche s'écrase au sol après une pluie de météorites. En 2001, on peut voir le Chrysler Building complètement sous l'eau dans A.I. Intelligence artificielle. En 2002, dans Spider-Man, l'homme araignée est perché sur l'une des gargouilles de l'édifice. On peut également voir ce gratte-ciel dans L'apprenti sorcier sorti en 2010, lorsque les aigles des gargouilles s'envolent et transportent les protagonistes à travers New York. En 2012, le Chrysler Building est utilisé dans Men in Black 3 (l'agent J saute du Chrysler Building pour sauter dans le temps). On peut le voir aussi dans le film Stuart Little 2 de Rob Minkoff, Stuart recherche son amie Margalot qui est prisonnière du diabolique Faucon tout en haut du Chrysler Building. Dans le film, la tour a changé de nom et s'appelle « Pishkin State Building ».
Le Chrysler Building a servi en partie d'inspiration pour la Bedford Point Tower dans la ville fictive de Liberty City (Univers 3D) dans les jeux vidéo Grand Theft Auto III et Grand Theft Auto: Liberty City Stories.
Dans les jeux vidéo Grand Theft Auto IV et Grand Theft Auto: Chinatown Wars il apparaît dans la ville de Liberty City (Univers HD) sous le nom de « Zirconium Building ».